# 薄唇草䲁
薄唇草䲁（學名：Clinus rotundifrons），為輻鰭魚綱䲁形目胎䲁科草䲁屬的一個種，分布於東南大西洋納米比亞呂德里茨布赫特至南非好望角海域，本魚身體略扁，頭部相對較小，鼻子呈楔形，輪廓角鈍，體有7條棕色不規則橫條紋，邊緣為虹彩藍色，背鰭硬棘30-32枚、背鰭軟條8-9枚、臀鰭硬棘2枚、臀鰭軟條22-24枚，體長可達5公分，棲息在潮間帶海草床，雌魚產附著性卵，雄魚會守護卵，幼魚為浮游性，生活習性不明。